# Konstanze Klosterhalfenová
Konstanze Klosterhalfenová (* 18. února 1997 Bonn) je německá atletka. Závodí v bězích na střední a dlouhé vzdálenosti.
V letech 2015 a 2016 vyhrála mistrovství Evropy v přespolním běhu v závodě juniorek. Na mistrovství Evropy v atletice do 23 let 2017 vyhrála běh na 1500 metrů. Získala stříbrnou medaili na 1500 m na halovém mistrovství Evropy v atletice 2017 a na 3000 m na halovém mistrovství Evropy v atletice 2019. Na mistrovství světa v atletice 2019 byla třetí v běhu na 5000 m.
V Bostonu 27. února 2020 vytvořila evropský halový rekord na 5000 metrů časem 14:30,79. Je německou rekordmankou na 3000 m, 5000 m a 10 000 m. V roce 2017 se stala nejmladší sportovkyní v historii, která dokázala zaběhnout 800 m pod dvě minuty, 1500 m pod 4 minuty a 5000 m pod 15 minut.
V roce 2016 byla vyhlášena juniorskou atletkou Německa.
Je členkou klubu Bayer 04 Leverkusen. V roce 2019 se připravovala v USA s týmem Nike Oregon Project, který byl rozpuštěn po obviněních z dopingu a šikany.
Je věřící katoličkou a ministrovala v kostele svatého Josefa v Königswinteru. Věnovala se baletu a hře na klavír, na Berlínském týdnu módy 2015 vystupovala jako modelka. Studuje sportovní univerzitu v Kolíně nad Rýnem.

## Osobní rekordy
Hala
- Běh na 5000 metrů – 14:30,79 (2020) - Současný evropský rekord